# Christián Frýdek
Christián Frýdek (* 1. Februar 1999 in Leverkusen) ist ein tschechischer Fußballspieler. Der Mittelfeldspieler steht bei Sparta Prag unter Vertrag.

## Familie
Frýdek ist der Sohn des ehemaligen Fußballspielers und heutigen -trainers Martin Frýdek. Dieser spielte von 1997 bis 1999 jeweils eine Saison bei Bayer 04 Leverkusen und beim MSV Duisburg, weswegen Christian Frýdek auch in Leverkusen geboren wurde. Sein älterer Bruder Martin ist ebenfalls als Fußballer bei Sparta Prag aktiv.
Anfang Oktober 2016 wurde Frýdek vom britischen Guardian als eines der 60 größten Talente im Weltfußball ausgewählt.

## Karriere
Frýdek gab sein Profidebüt am 20. November 2016 am 14. Spieltag beim 3:0-Sieg gegen MFK Karviná. Am 15. Februar 2018 folgte zur Rückrunde der Saison 2017/2018 eine Leihe zum tschechischen Zweitligisten FC Sellier & Bellot Vlašim. Er kam acht Mal zum Einsatz. Für die Saison 2018/2019 wurde mit der Leihe zum FC MAS Táborsko erneut an einen tschechischen Zweitligisten transferiert. Danach folgte eine Leihe für den Verlauf der Saison 2019/20 zum FC Hradec Králové. Anschließend kehrte er zu Prag zurück, kam fortan jedoch nur noch in der B-Mannschaft zum Einsatz. Im August 2021 endete seine Zeit bei Sparta endgültig mit seinem Wechsel zu Slovan Liberec.